# Amazing Penguin
Amazing Penguin (conosciuto in Giappone come Osawagase! Penguin Boy (おさわがせ! ペンギンBOY?)) è un videogioco d'azione per il Game Boy pubblicato in America settentrionale e Giappone nel 1990 e in Europa nel 1991.

## Modalità di gioco
Il giocatore controlla un pinguino che deve completare 40 livelli ricchi di azione. Il gioco consiste nell'azionare degli interruttori e dei pallini presenti su delle linee. Una volta che tutte le linee sono state ripulite, tutti i nemici ancora presenti nel livello vengono immediatamente eliminati. Al terminare del tempo o entrando in contatto con un nemico il giocatore perde una vita.
L'imprevedibilità dei movimenti dei nemici aggiunge al gioco un certo fattore fortuna. Alcuni livelli hanno degli sfondi illustrati (in particolare i livelli 12, 20, 28 e 36). Il livello 40 è un enorme labirinto che conduce a un castello, che segna la fine del gioco.